# إيرني لاد
إيرني لاد (بالإنجليزية: Ernie Ladd) هو لاعب كرة قدم أمريكية أمريكي، ولد في 28 نوفمبر 1938 في رايفيل في الولايات المتحدة، وتوفي في 10 مارس 2007 في فرانكلين في الولايات المتحدة.

## وصلات خارجية
- إيرني لاد على موقع مرجع كرة القدم المحترفة.كوم (الإنجليزية)
- إيرني لاد على موقع JustSportsStats.com (الإنجليزية)
- إيرني لاد على موقع دبليو دبليو إي (الإنجليزية)
- إيرني لاد على موقع WrestlingData.com (الإنجليزية)
- إيرني لاد على موقع CageMatch worker (الإنجليزية)
- إيرني لاد على موقع قاعدة بيانات المصارعة على الإنترنت (الإنجليزية)
- إيرني لاد على موقع عالم المصارعة على الإنترنت (الإنجليزية)
- إيرني لاد على موقع عالم المصارعة على الإنترنت (الإنجليزية)
- إيرني لاد على موقع قاعة لويزيانا للمشاهير الرياضية (الإنجليزية)
- إيرني لاد على موقع IMDb (الإنجليزية)
- إيرني لاد على موقع قاعدة بيانات الفيلم (الإنجليزية)